# Bernard Plongeron
Bernard Plongeron, né le 5 mars 1931 à Meaux (Seine-et-Marne) et mort le 26 janvier 2024 à Paris, est un prêtre catholique, enseignant, historien et chercheur français.

## Biographie

### Famille
Bernard Plongeron naît le 5 mars 1931 à Meaux (Seine-et-Marne) du mariage de Fernand Plongeron, professeur, et de Germaine Bourette.

### Formation
Après des études secondaires au lycée Saint-Louis-de-Gonzague et au lycée Saint-Jean-de-Passy, il est élève de l'Institut d'études politiques de Paris (IEP) et au séminaire des Carmes, séminaire universitaire de l'Institut catholique de Paris. Il termine ses études diplômé de l'IEP Paris, docteur en histoire moderne, docteur d’État, docteur en théologie.
Il est ordonné prêtre le 23 décembre 1964 au sein de l'archidiocèse de Paris et depuis 1966, incardiné au diocèse de Nanterre.

### Carrière d'enseignant et de chercheur
À partir du milieu des années 1960, Bernard Plongeron enseigne l'histoire et la géographie aux élèves de classe terminale à l'Institution Notre-Dame de Sainte-Croix à Neuilly-sur-Seine (Hauts-de-Seine). Il est professeur à l'université de Strasbourg (1968-1969), puis à l'université de Louvain (1969-1973) et à l'Institut catholique de Paris (ICP) (1973-1998).
Il entre au Centre national de la recherche scientifique (CNRS) en 1963 où il est attaché de recherche, puis en 1968 chargé de recherche, maître de recherche en 1974, directeur de recherche en 1983 puis directeur émérite ; de 1985 à 1992 il y dirige le Groupement de recherches d'histoire religieuse moderne et contemporaine. Il y est membre du comité national (section histoire moderne et contemporaine) de 1969 à 1980 puis de 1987 à 1991.
Parallèlement à cette activité au sein du CNRS, il est membre du Comité des travaux historiques et scientifiques (section histoire moderne et contemporaine et révolution française) de 1966 à 2002, membre du comité scientifique de la Mission du bicentenaire de la révolution de 1986 à 1989, membre de la Société d'histoire religieuse de la France depuis 1986 et membre de l'Académie San Carlo Borromeo de Milan (Italie) depuis 1986.

### Mort

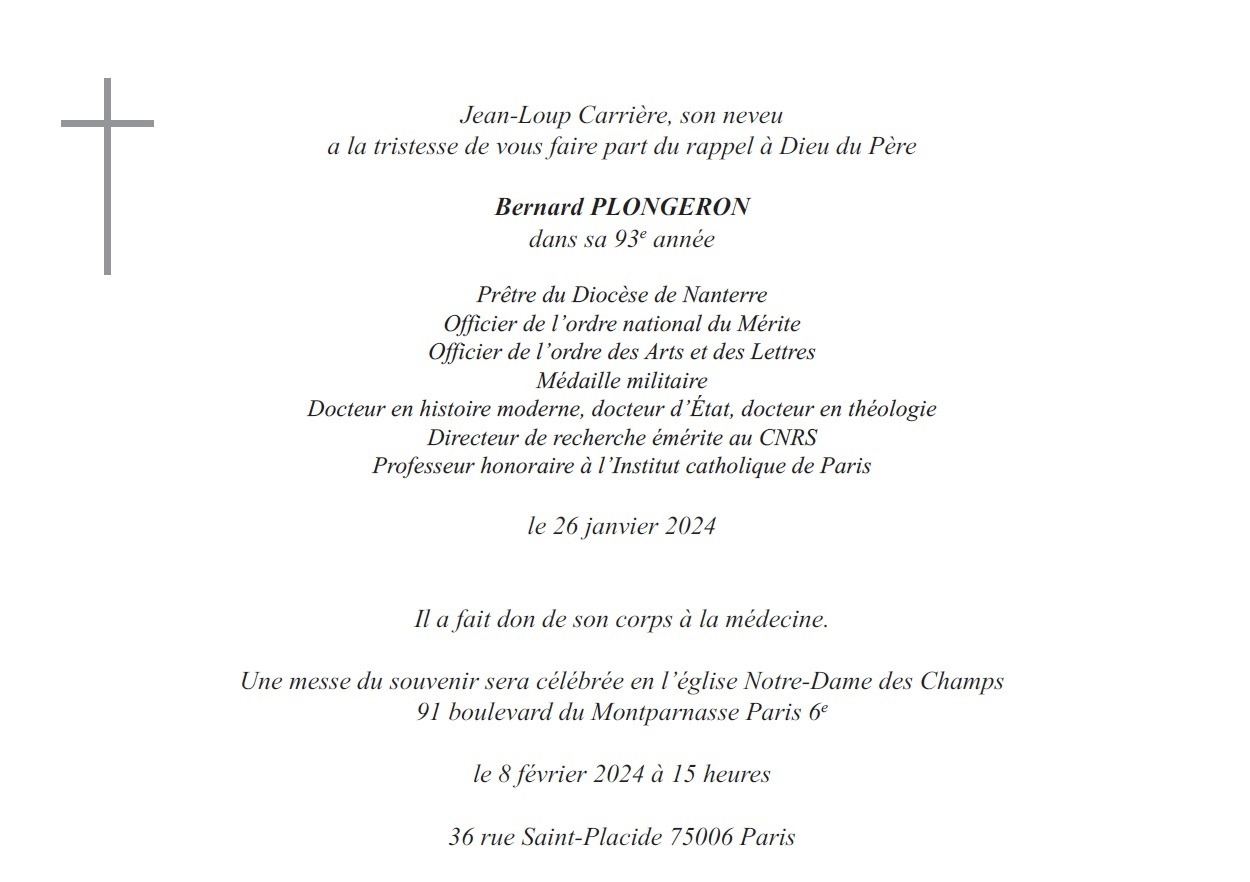
Faire-part de décès de Bernard Plongeron, le 26 janvier 2024.

Bernard Plongeron meurt le 26 janvier 2024 dans sa 93e année.

## Thèse de doctorats
Le 18 mars 1972, devant un jury présidé par Mgr Paul Poupard, recteur de l'Institut catholique de Paris et composé notamment de René Rémond, président de l'université de Nanterre, Bernard Plongeron soutient sa thèse de doctorat en théologie : Théologie et politique au siècle des lumières (1770-1820) et en sous-titre Histoire d'une sécularisation manquée. C'est une réflexion théologique sur une période de crise dont les circonstances — influence des encyclopédistes, révolution, concordat — et le désir de l’Église de se réformer ont créé une « problématique » aux options difficiles pour les consciences chrétiennes. Cette thèse est le résultat de dix ans de recherches. le jury a été particulièrement frappé par l'enjeu de la thèse : la notion complexe de sécularisation, et par la méthode : souci d'une « relecture » des événements en théologien et en historien ; rétablissement d'une continuité par la notion d'une « génération » attelée à un projet commun ; documentation vaste aux textes peu connus, dont ceux de l'abbé Grégoire. À l'issue d'une courte délibération, le jury reçoit Bernard Plongeron « docteur en théologie » avec la mention maxima cum laude.
Il soutient une thèse du même titre le 5 mai 1973 devant l'université de Paris I en vue de l'obtention du doctorat d'État ès lettres.

## Publications
Bernard Plongeron a écrit des livres et a participé à la publication d'un grand nombre d'ouvrages collectifs. Il est à ce titre, l'auteur de nombreux articles, notamment au sein de L’Encyclopædia Universalis, du Dictionnaire Napoléon, du Dictionnaire d'Histoire et de Géographie ecclesiastique. En 1996 il donne un droit de réponse indigné aux Annales Historiques de la Révolution Française après qu'un jeune chercheur, Jean-Daniel Piquet, y ait publié un article de sources sur l'abbé Grégoire et la question du régicide de Louis XVI. L'auteur assurait, sur la base de sources primaires et secondaires, que contrairement à ce que ses laudateurs de toujours et les partisans récents de sa panthéonisation en 1989 — dont Bernard Plongeron dans ses articles et son livre l'abbé Grégoire ou l'arche de la fraternité — affirmaient, l'abbé Grégoire s'était bien prononcé le 13 janvier 1793 à Chambery par lettre pour la mort du roi et non pour sa simple condamnation. Le sujet est alors entré dans le débat historique et historiographique : les historiennes Rita Hermon-Belot, Mona Ozouf, Alyssa Goldstein Sepinwall, Françoise Hildesheimer se sont, entre 2000 et 2022, impliquées dans la controverse.

### Sélection d'ouvrages
- Les Réguliers de Paris devant le Serment constitutionnel. Sens et conséquences d'une option (1789-1801), Paris, 1964, 488 pages.
Étude critique de Pierre Chevallier in Revue d'histoire de l'Église de France, t. 51, no 148, 1965. p. 175-178, [lire en ligne] ; présentation en ligne.
- Conscience religieuse en Révolution, 1969, présentation en ligne, présentation en ligne, présentation en ligne.

« En 1969, dans Conscience religieuse en Révolution, Bernard Plongeron renouvelait profondément l'histoire religieuse de la Révolution en proposant des pistes de recherche originales, qui ont inspiré la plupart des travaux menés depuis sur le sujet. »
- Théologie et politique au siècle des Lumières, 1973, présentation en ligne, présentation en ligne, présentation en ligne, présentation en ligne, présentation en ligne.
- La Vie quotidienne du clergé français au XVIIIe siècle, 1974, présentation en ligne, présentation en ligne.
- Le Christianisme populaire, 1976.
- Religion et sociétés en Occident, 1979, présentation en ligne.
- Histoire des saints et de la sainteté chrétienne, 1987.
- avec la collaboration de Luce Pietri, Jean Longère, Françoise Autrand, Madeleine Foisil, Le diocèse de Paris, tome 1, Une histoire religieuse des origines à la Révolution, Beauchesne éditeur (Histoire des diocèses de France, tome 20), Paris, 1987,  (ISBN 2-7010-1132-9).
- L'abbé Grégoire (1750-1831) ou l'Arche de la fraternité, 1989. Pour France Culture, cet ouvrage est l'un des quatre ouvrages de référence sur l'abbé Grégoire[8].
- De la charité à l'action sociale, : religion et société, actes du 118e Congrès national des sociétés historiques et scientifiques, Pau, 25-29 octobre 1993, 1995.
- Catholiques entre monarchie et république : Mgr Freppel en son temps : 1792-1892-1992, actes du colloque national de l'Université catholique de l'Ouest, Angers, 23-25 septembre 1992, 1995.
- Les défis de la modernité (1750-1840). Histoire du christianisme, des origines à nos jours, Paris, Éditions Desclée de Brouwer, 1997,  (ISBN 2-7189-0629-4), présentation en ligne.
- L'abbé Grégoire et la République des savants, 2001.
- Des résistances religieuses à Napoléon (1799-1813), Paris, Letouzey & Ané, coll. Mémoire chrétienne au présent (3), 2006, 364 p., étude critique de Paul Chopelin in revue Chrétiens et sociétés, 13/2006, [lire en ligne].

### Articles de l'Encyclopædia Universalis
Il est l'auteur des cinq articles Clergé constitutionnel, Clergé réfractaire, Daunou, Pierre Claude François (1761-1840), Grégoire Henri, dit l'Abbé (1750-1831) et Septembre, massacres de (1792).

## Récompenses et distinctions
Récompenses
L'Académie française lui remet le prix Broquette-Gonin en 1965 pour son ouvrage Les réguliers de Paris devant le Serment constitutionnel et de nouveau en 1975 pour son ouvrage La vie quotidienne du clergé français au XVIIIe siècle.
En 1974, il reçoit le prix Drouyn de Lhuys de l'Académie des sciences morales et politiques.
Décorations
- Officier de l'ordre national du Mérite.
- Officier de l'ordre des Arts et des Lettres.
- Médaille militaire[1].